# Megachile aetheria
Megachile aetheria är en biart som beskrevs av Mitchell 1930. Megachile aetheria ingår i släktet tapetserarbin, och familjen buksamlarbin. Inga underarter finns listade i Catalogue of Life.